# 下帅壮族瑶族乡
下帅壮族瑶族乡是中华人民共和国广东省肇庆市怀集县下辖的一个民族乡。

## 行政区划
下帅壮族瑶族乡下辖以下村级行政区划单位：
车福村、黄翰村、竹六村、东西村和山奢村。